# ديانا بطو

ديانا بطو محامية فلسطينية كندية ومتحدثة سابقة باسم منظمة التحرير الفلسطينية. تشتهر منذ ذلك الحين بعملها كمستشارة قانونية ومشاركة في مفاوضات السلام بين المنظمات الإسرائيلية والفلسطينية وارتبطت منذ ذلك الحين بجامعة ستانفورد وجامعة هارفارد ومعهد تفاهم الشرق الأوسط. وهي عضو مجلس أمناء شبكة السياسات الفلسطينية.

## النشأة والتعليم
ولدت بطو في كندا لوالدين عرب فلسطينيين. وفقا لسيرة مختصرة لبطو في معهد التفاهم في الشرق الأوسط فإن والديها لم يناقشوا هويتهم الفلسطينية. قالت بطو أنهما حاولا عزلي بعد أن غادروا إسرائيل بسبب التمييز المطلق.
حصلت على بكالوريوس الشرق الأوسط والدراسات الإسلامية والماجستير من جامعة تورونتو ودكتوراة من كلية الحقوق بجامعة كوينز وماجستير إدارة الأعمال من كلية كيلوغ للإدارة في جامعة نورث وسترن.

## المفاوضة والمحللة
بدأت بطو عملها كمفاوضة في عام 2000 بعد وقت قصير من اندلاع الانتفاضة الفلسطينية الثانية من خلال العمل كمتحدثة باسم وحدة دعم المفاوضات التابعة لمنظمة التحرير الفلسطينية. وصفتها مجلة ذي إيكونوميست في عام 2005 بأنها جزء من أقرب شيء إلى تحول فلسطيني. نشرت صحيفة الأهرام ويكلي مقالا مكتوبا في عام 2005 حيث أشادت بها لعرض صورة كانت عكس الصورة النمطية للفلسطينيين كأشرار.
منذ ذلك الحين عملت بطو كمحللة سياسية في معهد التفاهم في الشرق الأوسط وهي منظمة مستقلة غير ربحية توفر للصحفيين إمكانية الوصول السريع إلى المعلومات حول فلسطين والفلسطينيين فضلا عن مصادر الخبراء على حد سواء في الولايات المتحدة وفي الشرق الأوسط.

## الأنشطة الأكاديمية
عقدت بطو زمالة في مركز ستانفورد لتسوية النزاعات والتفاوض والمدرجة حاليا كمعلمة في مدرسة هارفارد الإرشادية. من المقرر أن تدرس دورة هارفارد في يونيو 2013 بعنوان «مهارات التفاوض: استراتيجيات لزيادة الفعالية».

## الآراء
في مقابلة أجرتها إن بي آر في وقت مبكر من فترة ولايتها كمستشارة لمنظمة التحرير الفلسطينية اقترحت بطو أنه من مسؤولية الولايات المتحدة حل المشكلة بين إسرائيل وفلسطين.
قالت بطو: «كانت لدي مشاعر مختلطة حول التفاوض. هناك مشكلة هيكلية عندما يتفاوض الفلسطينيون مع الإسرائيليين. إنها مثل التفاوض مع بندقية على رأسك. حيث يجب على الشعب تحت الاحتلال التفاوض على الإفراج عنهم».
في مقابلة أجرتها شبكة سي إن إن عام 2008 أصرت بطو على أن الصواريخ الفلسطينية لا تملك رؤوسا حربية متفجرة واقترحت أن حركة حماس هي نتيجة للاحتلال الإسرائيلي.
اقترحت بطو في مقال عام 2010 أن توقف الولايات المتحدة مساعدتها لإسرائيل حتى تنسحب من مستوطنات الضفة الغربية.
في عام 2011 بعد نشر أوراق فلسطين دعت بطو صائب عريقات كبير المفاوضين الفلسطينيين إلى الإستقالة قائلة أن الوثائق كشفت كيف أن أطقم المفاوضين الفلسطينيين "غير واعية وغير ممثلة". في مقابلة أجريت معها عام 2011، قالت بطو إنها كانت على علم بأن الفلسطينيين كانوا على استعداد للتخلي عن أراضي في الضفة الغربية للإسرائيليين كجزء من اتفاقية السلام.
أكدت بطو في مقال عام 2012 أن المفاوضات الفلسطينية الإسرائيلية «غير مجدية» نظرا لعدم توازن السلطة بين الطرفين. أضافت: «كل اقتراح إسرائيلي وبعد ذلك الفرضية الأساسية للمفاوضات» سعت بالإضافة إلى ذلك «إلى استيعاب سلوك إسرائيل غير القانوني».
في مقابلة مع شبكة سي إن إن الأميركية في نوفمبر 2012 قالت بطو أن النزاع بين الفلسطينيين وإسرائيل لن ينتهي إلى أن يتم مسائلة إسرائيل "بموجب القانون الدولي" مضيفة أن هذا يعني إرغام إسرائيل على الانسحاب الكامل من الضفة الغربية ومن قطاع غزة" مما يسمح "لجميع الفلسطينيين بالعيش بحرية".
في نوفمبر 2012 نشرت صحيفة غلوب أند ميل وصفت بطو غزة بأنها "سجن في الهواء الطلق" واتهمت "حملة القصف الإسرائيلية الأخيرة... بأنها لا تميز بين المدنيين والمقاتلين، والبالغين من الأطفال". واتهمت إسرائيل بوضع "سياسات بشأن الحد الأدنى من السعرات الحرارية اللازمة لمنع سوء التغذية" وتقييد وصول غزة إلى البحر بشكل صارم.
كررت بطو في مقابلة أجريت في يناير 2013 أن المفاوضات الفلسطينية الإسرائيلية قبل وأثناء وبعد مشاركتها فشلت «في المقام الأول لأن لدينا حزبين غير متساويين جدا». في المقابلة نفسها أعربت عن رغبتها في أن «التوقيع على المحكمة الجنائية الدولية» و«محاسبة إسرائيل على بناء المستوطنات وتوسيعها» و«إعلان هذا الفصل العنصري».
في مقابلة مع شبكة سي إن إن في يوليو 2014 قللت بطو من استخدام حماس المزعوم للدروع البشرية وقالت أن ذلك ليس صحيحا وأنه سيكون جريمة حرب إذا كان، واقترحت أنه من أنه من العنصرية افتراض أن العديد من الفلسطينيين سيعملون كدروع بشرية. استضاف جيك تابر مضيف سي إن إن أن فيديو اثنين من كبار مسؤولي حماس يطالبان المدنيين بالعمل كدروع بشرية لحماية المباني التي تستهدفها الضربات الجوية الإسرائيلية أثبتت أنها كانت تكتيكا مشتركا من قبل الجماعة المسلحة.
في مناقشة يوليو 2014 ردت بطو على طلب هيليل نوير بأن على بطو التخلي عن حماس لأنها «مناهضة للمرأة ومثلي الجنس ومناهضة لحقوق الإنسان» بقولها «إذا كنت تريد مني التخلي عن حماس لأنها مناهضة للمرأة ومناهضة لكل شيء إذًا سأتخلى أيضًا عن إسرائيل التي هي أيضًا معادية للمرأة، ومعادية لحرية التعبير، ومعادية للمثليين، ومعادية لكل شيء». رد عليها هيليل «ديانا ما تقوله هو غير معقول ففي تل أبيب هناك موكب مثلي الجنس كل عام». أوضحت بطو أن تعليقها جاء في إشارة إلى أن «إسرائيل تحرف اللوم عن جرائم الحرب» من خلال إلقاء اللوم على حماس.

## الانتقادات من الكاميرا
في عام 2005 اتهم ريكي هولاندر من الكاميرا تحت عنوان «مكافحة الدعاية: التركيز على ديانا بطو» بأن بطو «تخطئ أو تعيد طرح الأسئلة الصعبة لجلب النقاش إلى عشاقها» و«تبعث بشكل جيد لدعم نقاطها». اتهم بطو «بوقف الأعمال الفلسطينية والإسرائيلية» مضيفا «على سبيل المثال أن الفلسطينيين لم يرفضوا أبدا عرض سلام إسرائيلي صحيح ولكن إسرائيل صدت مرارا مقترحات السلام العربية». رفض هولندر بالتفصيل عدة مطالبات بطو على سبيل المثال من عام 1997 إلى عام 2000 «لم يكن إسرائيليا واحدا قد توفى بتفجير انتحاري داخل إسرائيل» وأن إسرائيل «طهرت عرقيا» 75 في المئة من الفلسطينيين في عام 1948.
شرحت الكاميرا والمعلق بالتفصيل ما اعتبروه «أكاذيب» في محاضرة هارفارد من قبل بطو. «في قولها» كتبوا: «صواريخ القسام ليس لها رؤوس متفجرة ولا تسبب إصابات في إسرائيل، لم يتم إطلاق صواريخ غراد على إسرائيل في الأعوام 2008 أو 2009 ولم يتراجع ريتشارد غولدستون عن أي جزء من التقرير الذي يحمل اسمه ولم يقتل إسرائيلي واحد بتفجير انتحاري في إسرائيل منذ عام 1997-2000».

## الروابط الخارجية
- مقابلة ديسيدنت صوت
- أوسا توداي إنتيرفيو
- من الاحتلال إلى الضميمة: تفتيت الدولة الفلسطينية الجزء الأول
- من الاحتلال إلى الضميمة: تفتيت الدولة الفلسطينية الجزء الثاني
- نتائج البيت الأبيض
- فيديو مقابلة في الديمقراطية الآن!
- لينكيدين الشخصي